# Revista Factum
Revista Factum (estilizado como FACTum) es una revista salvadoreña digital fundada el 28 de octubre de 2014. La Revista Factum fue fundada por Héctor Silva Ávalos, Orus Villacorta Aguilar y César Castro Fagoaga. En noviembre de 2020 contaba con una plantilla de diez periodistas, un videógrafo y un fotógrafo.
La Revista Factum es propiedad de la marca Factum Media S.A. de C.V, cuyos dueños son los tres fundadores de dicho medio digital. En 2019, las acusaciones de vinculación de Héctor Silva Ávalos con el empresario Adolfo Salume y la posibilidad de haber recibido pagos de manera irregular mientras que realizaba labores diplomáticas durante el gobierno de Funes, forzaron su separación del cargo de codirector en octubre de 2019, tal y como señala una investigación realizada por el propio medio.
El gobierno del presidente Nayib Bukele ha bloqueado posibilidades de entrevistas o preguntas en conferencias de prensa y realizado o promovido ataques hacia su equipo periodístico, hecho que han sido denunciados por la Asociación de Prensa de El Salvador (APES) y el relator especial de libertad de expresión de la Comisión Interamericana de Derechos Humanos (CIDH).